# Clinton Foundation
Clinton Foundation är en amerikansk icke skattskyldig ideell organisation. Den grundades 1997 av Förenta staternas dåvarande president Bill Clinton. Organisationen driver ett antal välgörenhetsinitiativ för ökad hälsa, minskad fattigdom och insatser i katastrofområden.
Organisationen hette från början William J. Clinton Foundation och bytte 2013 namn till Bill, Hillary & Chelsea Clinton Foundation.

## Insyn
År 2007 blev stiftelsens hemliga finansiering omstridd. Matthew Yglesias på Los Angeles Times skrev att det skulle vara olämpligt om finansiärerna fortsatte att hållas hemliga när Hillary Clinton kandiderade till att bli Demokratiska partiets presidentkandidat. En lista över donatorer offentliggjordes 2008 och väckte reaktioner då den innehöll politiskt känsliga sponsorer som Saudiarabiens kungafamilj och militärföretaget Blackwater.
När Hillary Clinton utnämndes till amerikansk utrikesminister utlovade stiftelsen att all finansiering som kunde innebära intressekonflikter skulle upphöra innan Clinton tillträdde sin nya tjänst. År 2015 visade The Wall Street Journal och andra tidningar att donationerna från utländska regeringar och andra politiska intressen hade fortsatt under Clintons tid som utrikesminister.